# María del Puy Alvarado
María del Puy Alvarado é uma cineasta, produtora cinematográfica e roteirista espanhola. Como reconhecimento, foi nomeada ao Óscar 2019 na categoria de Melhor Curta-metragem por Madre (2017).